# Ommatius planatus
Ommatius planatus är en tvåvingeart som beskrevs av Scarbrough och Marascia 2000. Ommatius planatus ingår i släktet Ommatius och familjen rovflugor.
Artens utbredningsområde är Namibia. Inga underarter finns listade i Catalogue of Life.